# Basilika Maria Hilf (Brezje)

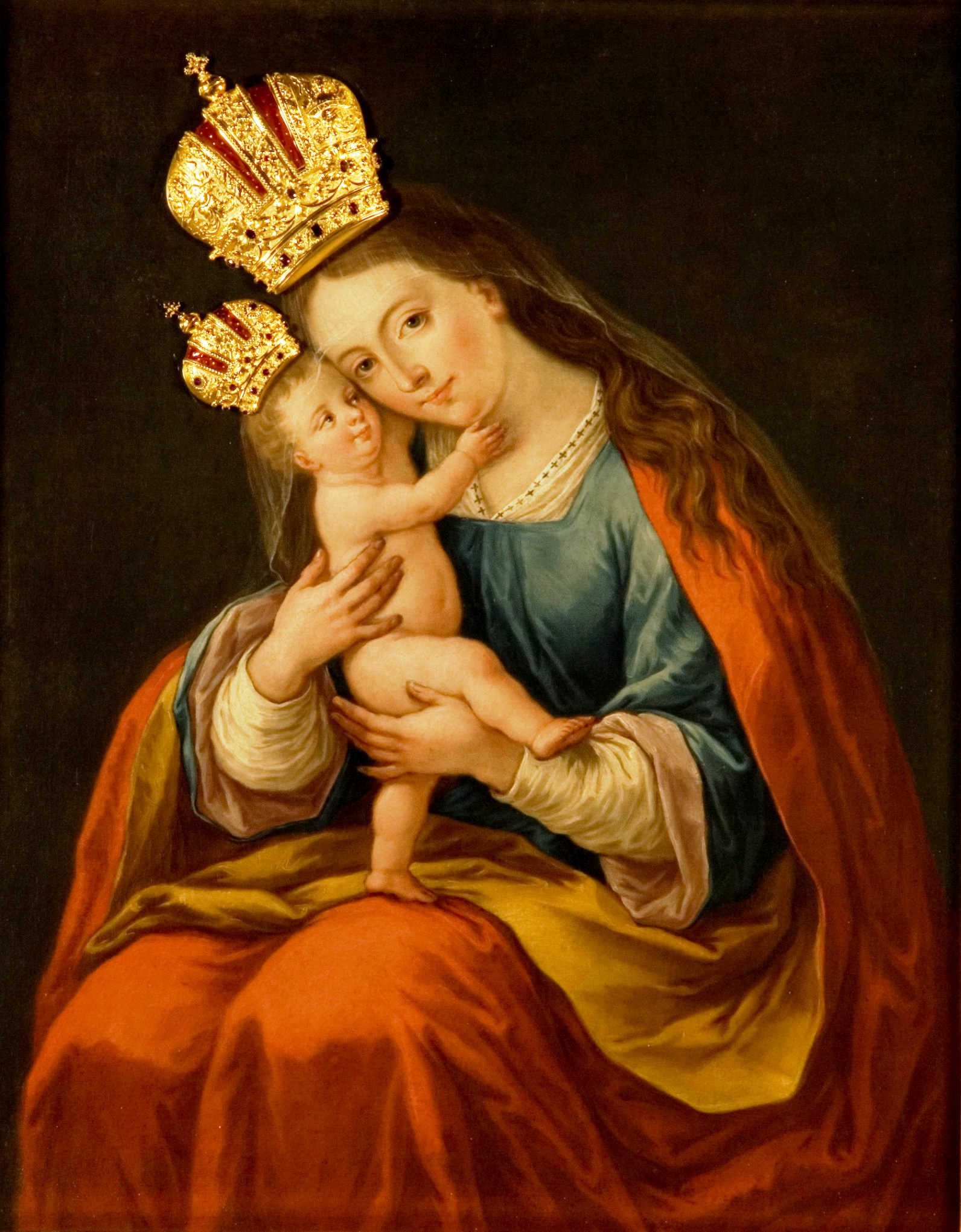
Altarbild Mariahilf
von Leopold Layer

Die Basilika Maria Hilf (slowenisch Bazilika Marije Pomagaj) ist die bedeutendste Wallfahrtskirche in Slowenien. Die dem Erzbistum Ljubljana unterstehende Kirche im Ort Brezje (Gemeinde Radovljica) wurde 1988 von Papst Johannes Paul II. in den Rang einer Basilica minor erhoben.

## Geschichte
Die eigentliche Kirche stammt aus dem 15. Jahrhundert und ist dem heiligen Vitus geweiht. Um 1800 wurde an die Kirche eine Kapelle angefügt und Maria, Hilfe der Christen gewidmet. 1814 wurde das Gnadenbild Mariahilf in dieser Kapelle aufgestellt, worauf hin sich sehr schnell erste Heilungen ereignet haben sollen. In der Folge stieg der Pilgerstrom stark an, sodass die Kirche bald an ihre Kapazitätsgrenzen kam. Die Weihe der erweiterten Kirche erfolgte 1900, die des zugehörigen Franziskanerklosters bereits 1898. Während des Zweiten Weltkrieges wurde das Gnadenbild in den Laibacher Dom und nach Trsat ausgelagert. 1996 besuchte Papst Johannes Paul II. die Kirche, 1999 wurde sie von der Slowenischen Bischofskonferenz zum Nationalheiligtum erklärt.

## Architektur
Der Entwurf der heutigen Neorenaissance-Kirche geht auf Robert Mikovitz zurück. Besonders die Fassade ist mit Mosaik-Symbolen, Inschriften, Verzierungen und einem Rosettenfenster auffällig gestaltet.
Auch der Innenraum der Basilika orientiert sich an der Renaissance, so findet sich über dem Hochaltar ein Mosaik von St. Veit. Sämtliche Altäre der Kirche wurden von slowenischen Handwerkern gefertigt.
Der bedeutendste Teil der Kirche ist die Mariahilf-Kapelle, deren Decken- und Altargestaltung von Leopold Layer bestimmt wurde. Der Fußboden besteht aus bosnischem Granit, die Wände sind mit Marmor aus Istrien verkleidet. Der Altar jedoch ist aus Carrara-Marmor.
|  |  |